# Kai Anne Schuhmacher

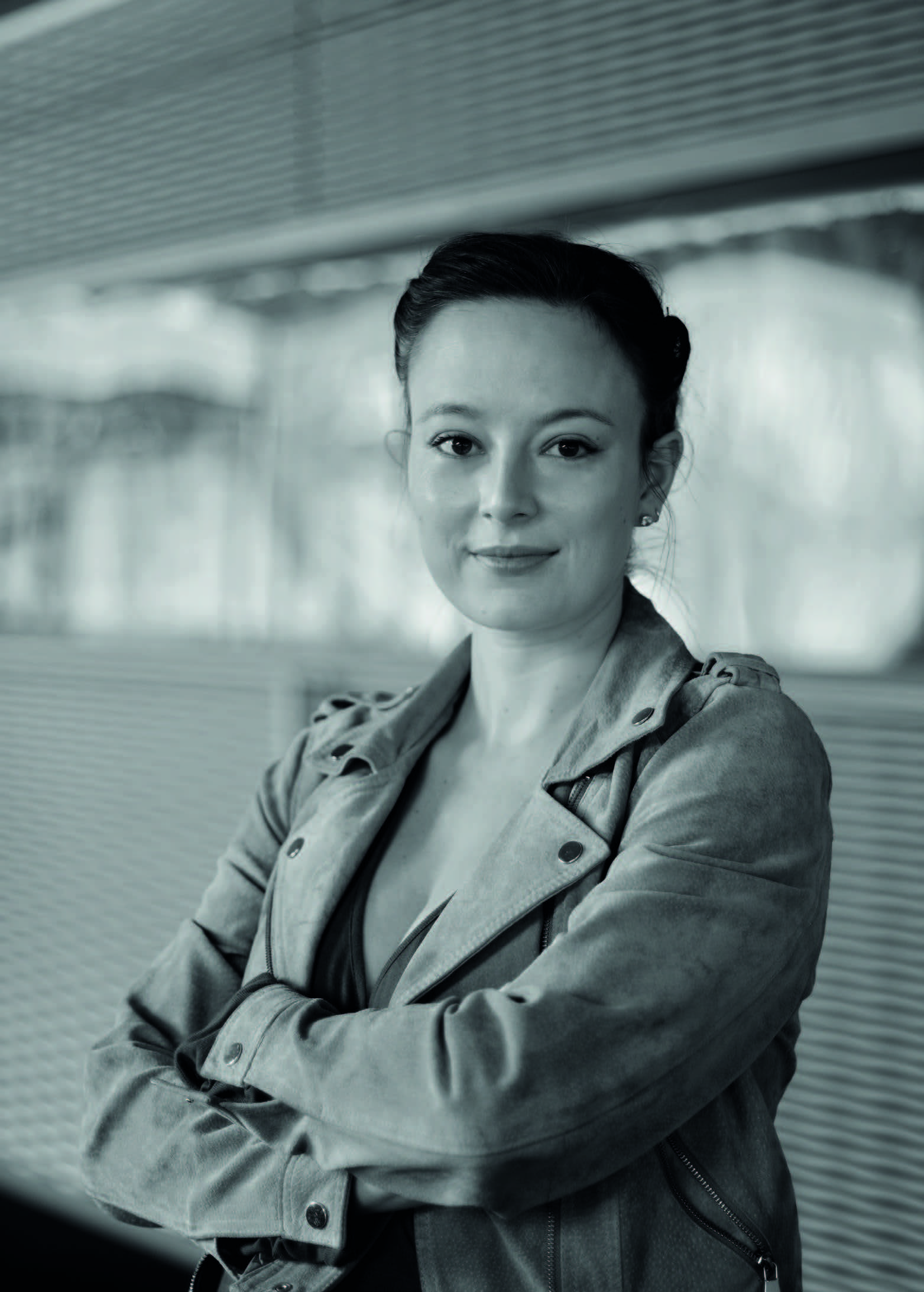
Kai Anne Schuhmacher

Kai Anne Schuhmacher (* 1988) ist eine deutsche Opern- und Theaterregisseurin sowie Kulturmanagerin.

## Leben und Werk
Schuhmacher wurde im Saarland geboren. Sie studierte Musik- und Theaterwissenschaften an der Universität Bayreuth und an der Universität Ferrara in Italien. Es folgte ein Regiestudium an der Universität für Musik und darstellende Kunst Wien, das Diplom erreichte sie mit Bestnote. 2024 schloss sie den berufsbegleitenden Studiengang „Executive Master of Arts Administration“ an der Universität Zürich ab.
Seit 2015 arbeitet Schuhmacher als Theaterregisseurin mit dem Schwerpunkt Oper sowie als Bühnenautorin. Einer ihrer Schwerpunkt sind spartenübergreifende Produktionen, die oft Objekt- und Puppentheater mit Opernstoffen verbinden. Ihre erste Inszenierung war 2016 Benjamin Brittens The Rape of Lucretia an der Oper Köln, gefolgt von weiteren Aufträgen an der Oper. Ab 2017 war sie für zwei Jahre Artist in Residence am Theater Altenburg Gera. 2019 wurde sie für ihre Inszenierung von Viktor Ullmanns Der Kaiser von Atlantis am Theater Altenburg Gera mit dem Götz-Friedrich-Studiopreis, der im Bereich Kammeroper und experimentelles Theater vergeben wird, ausgezeichnet.
Schuhmacher verfasste unter anderem das Theaterstück Die Gesichter der Hedy Lamarr über den österreichischen Hollywood-Star Hedy Lamarr. Das Stück für Schauspiel, Puppen- und Maskentheater erlebte seine Uraufführung 2020 am Schubert Theater in Wien. 2021 inszenierte sie erstmals am Theater Dortmund die Oper Der Hetzer von Bernhard Lang. Die Salzburger Nachrichten urteilten, Schuhmacher Inszenierung sei „aufwendig und bildmächtig, dabei mit wenigen zeichenhaften Versatzstücken klar illustriert“, folge Verdis dramaturgischer Anordnung und verweise auf Shakespeares Original. Zugleich würden „Akzentverschiebungen“ dennoch für „eine neue Gewichtung“ sorgen.
Seit 2022 ist Schuhmacher als Operndirektorin der Landesbühnen Sachsen angestellt und inszeniert dort regelmäßig Opernproduktionen. Unter ihrer Leitung entstand das Format „Oper für alle“, welches im ersten Jahr der Wettbewerbsausschreibung eine inklusive Bearbeitung der Oper Rusalka zur Aufgabe hatte. Die Umsetzung von Jeffrey Döring wurde 2024 für den Faust-Preis in der Kategorie Genre-Springer nominiert. Im Frühjahr 2024 war sie bei den Magdeburger Telemann-Festtagen mit einer Produktion von Georg Philipp Telemanns Barockoper Sieg der Schönheit vertreten. Die FAZ schrieb, Schuhmacher habe aus „Telemanns spätrömischem Vandalenschwank eine krachende Klamotte mit Gender Crossing, queerer Liebe und Polyamorie gemacht, die aber erstaunlich viele Anknüpfungspunkte im Libretto findet.“
Schuhmacher nimmt seit 2019 Lehraufträge als Dozentin für Schauspiel und Theaterwissenschaft wahr, so an der Universität Vechta, der Universität Bayreuth und dem Middlebury College im US-Bundesstaat Vermont.

## Werk (Auswahl)

### Inszenierungen
- 2015: Recital for Cathy (von Luciano Berio), Tonhalle Düsseldorf
- 2016: The Rape of Lucretia (von Benjamin Britten), Oper Köln
- 2017: Hoffmanns Erzählungen für Kinder (nach Jacques Offenbach), Oper Köln
- 2018: Der Misanthrop (von Molière), Theater Altenburg Gera
- 2019: Der Kaiser von Atlantis (von Viktor Ullmann), Theater Altenburg Gera
- 2019: Eugen Onegin (von Pjotr Tschaikowski), Nederlandse Reisopera
- 2020: Das tapfere Schneiderlein (von Wolfgang Mitterer), Opernhaus Zürich
- 2020: Der Leuchtturm (von Peter Maxwell Davies), Tiroler Landestheater Innsbruck
- 2021: Der Hetzer (von Bernhard Lang), Theater Dortmund
- 2022: Die Entführung aus dem Serail (von W. A. Mozart), Oper Köln
- 2022: Ariadne auf Naxos (von Richard Strauss), Landestheater Detmold
- 2022: Der fliegende Holländer (von Richard Wagner), Landesbühnen Sachsen
- 2023: Jim Knopf und Lukas der Lokomotivführer (von Elena Kats-Chernin), Opernhaus Zürich
- 2023: Don Giovanni (von W. A. Mozart), Landesbühnen Sachsen
- 2024: Sieg der Schönheit (von Georg Philipp Telemann), Theater Magdeburg
- 2024: Der kleine Prinz (von Pierangelo Valtinoni), Staatstheater Darmstadt
- 2025: Der Freischütz für Kinder (nach Carl Maria von Weber), Staatsoper Unter den Linden[17]

### Theaterstücke und Opernlibretti
- 2016: Das Kosmologische Gleichgewicht – oder Lea und der Tod, Landesbühne Oberfranken
- 2018: Libretto für Hoffmanns Erzählungen für Kinder, Oper Köln
- 2020: Die Gesichter der Hedy Lamarr, Schubert Theater Wien
- 2023: Tesla.369, Schubert Theater Wien

## Auszeichnungen
- 2019: Ausgezeichnet mit dem Götz-Friedrich-Preis in der Kategorie Studiopreis für Der Kaiser von Atlantis
- 2023: Nominiert bei der Kritikerumfrage der Opernwelt als Regisseur/-in des Jahres für Don Giovanni[18]